# 阿德莱德圣诞游行
阿德莱德圣诞游行是一项在南澳大利亚首府阿德莱德每年举行的庆典活动。该活动始于1933年，每年11月的第二个星期六上午9点30分举行，唯有2020年和2021年因特殊情况改为晚上7点播出。游行队伍由85个方阵和1,700名志愿者组成，其中包括约63辆花车、15支乐队、164名小丑、舞蹈队和步行表演者，最后以圣诞老人的到来作为高潮。 此游行被澳大利亚国家信托（National Trust of Australia）正式认定为“文化遗产标志”。 
该游行自1996年以来由南澳大利亚政府拥有，自2019年以来，国家药房（National Pharmacies）一直是冠名赞助商。
游行路线从国王威廉街（King William Street）的南露台（South Terrace）开始，穿过城市，在阿德莱德市政厅（Adelaide Town Hall）结束。2019年之前，游行通常在北露台（North Terrace）约翰·马丁（John Martin's，后来改为大卫·琼斯David Jones大楼）外结束，然后圣诞老人会进入“魔法洞穴”（Magic Cave）。 在新冠肺炎疫情期间，游行改在阿德莱德椭圆体育场（Adelaide Oval）举行，通过抽签系统限制观众数量。

## 历史
阿德莱德圣诞游行由爱德华·海沃德爵士（Sir Edward Hayward）创办，他是阿德莱德约翰·马丁百货公司（John Martin's）的老板，灵感来自多伦多圣诞老人大游行和梅西百货感恩节游行。 他于1933年11月18日在大萧条时期开启了首次“儿童圣诞游行”。游行历时约40分钟，只有8辆花车和3支乐队，但吸引了20万观众，获得了巨大成功。从此，约翰·马丁圣诞游行（John Martin's Christmas Pageant）或昵称为“约翰尼的圣诞游行”的传统诞生了。1934年，圣诞老人首次登场，游行在1905年创立的“魔法洞穴”结束的传统也随之确立。

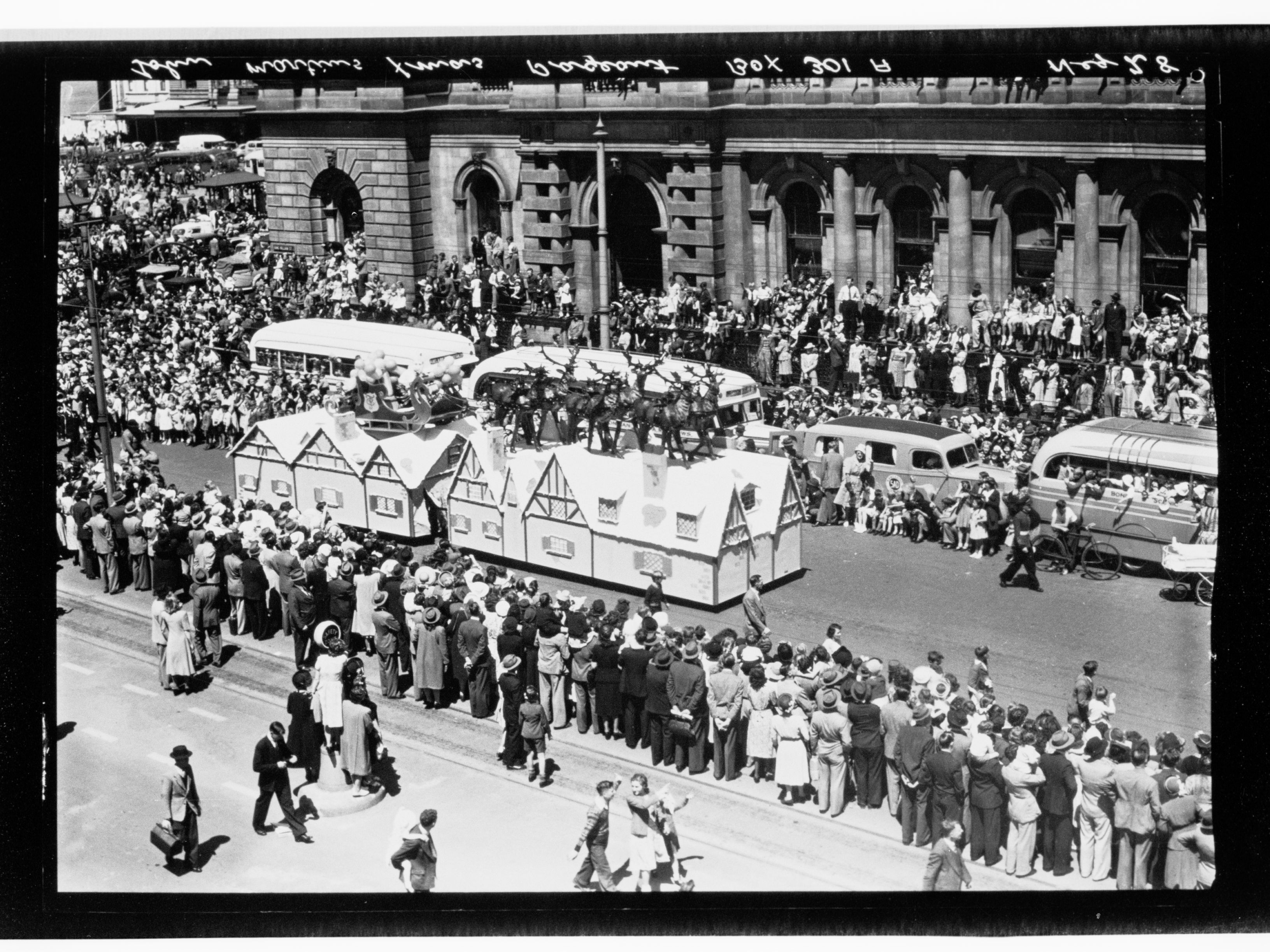
1950年代，人们在阿德莱德邮政总局前的威廉国王街上观看约翰 · 马丁的圣诞庆典

在1941年至1944年的战争年代，圣诞游行暂停。1945年恢复。到1969年，活动规模显著扩大，观众人数达50万，并开始进行电视转播。 1979年，游行迎来了最大规模的新花车加入，共有16辆花车加入游行队伍。
1985年，约翰·马丁百货公司被大卫·琼斯有限公司（David Jones Limited）收购，后者继续以约翰·马丁的名义举办游行。然而，随着阿德莱德汽船集团（Adelaide Steamship Group，其重要成员之一是大卫·琼斯）的倒闭以及大卫·琼斯零售部门的公开上市，南澳大利亚政府在1990年代中期接手了该活动，并通过南澳大利亚旅游委员会（South Australian Tourism Commission）下属的南澳大利亚活动局（Events South Australia）进行管理。 南澳大利亚政府寻求来自当地商业界的赞助，并在1996年将冠名权出售给六家南澳大利亚信用合作社。 其中一个由信用合作社延续下来的传统是“游行皇后”（Pageant Queen）的评选。2009年，游行中引入了“游行国王”（Pageant King）和王子们，他们与“游行皇后”及公主们共同组成了“游行皇室家庭”（Pageant Royal Family）。在游行日，皇室家庭会走访州内的学校、图书馆、儿童团体以及妇女儿童医院，分享游行的欢乐。

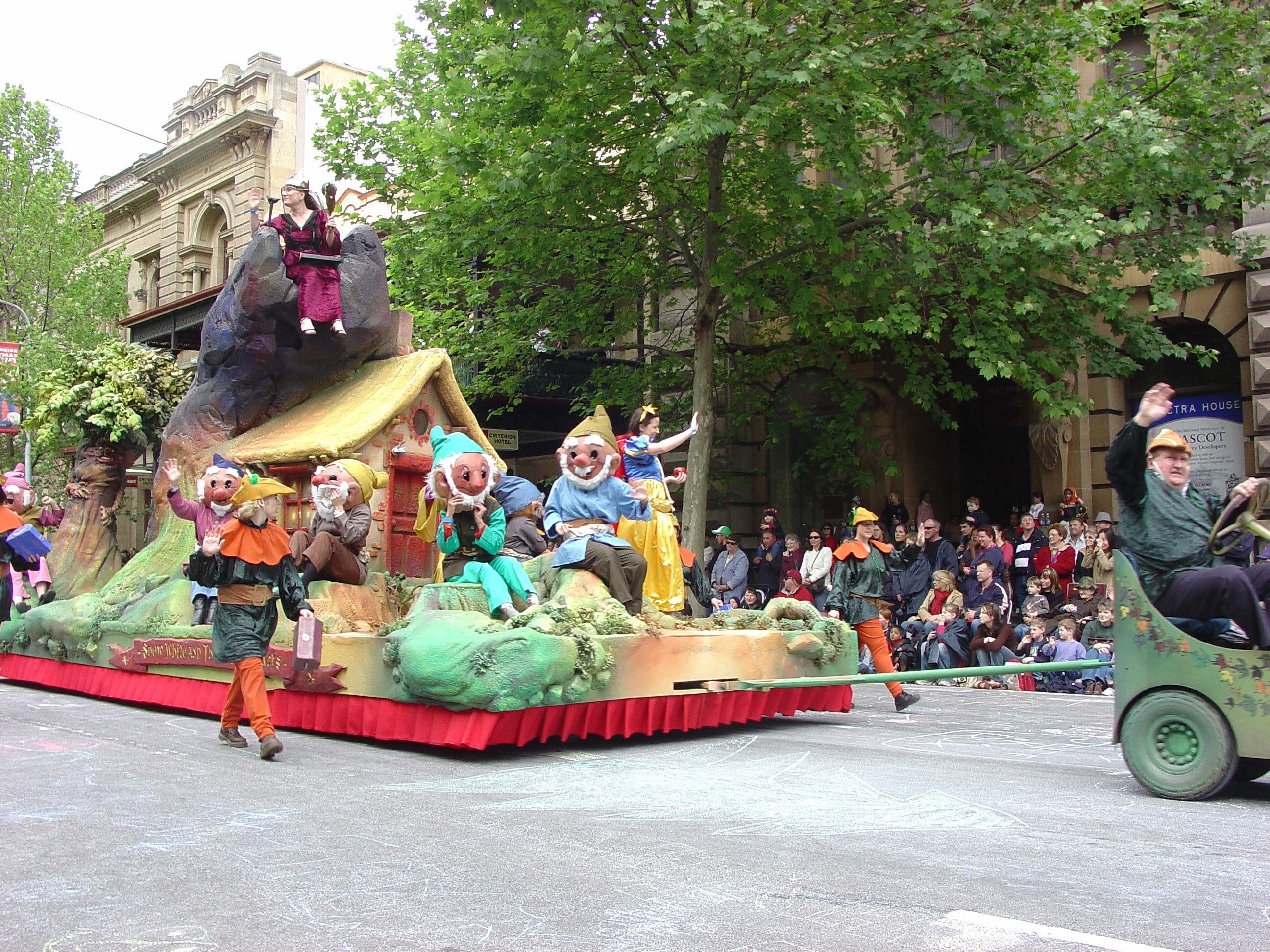
2004年威廉王街上的白雪公主花车盛会

2008年，曾尝试打破最长和最大人浪的吉尼斯世界纪录，但未能成功。
2010年，观众们打破了同时唱圣诞颂歌的最大合唱团的纪录，创下了超过9100名颂歌歌手的纪录，打破了美国先前7541人的纪录。
2019年，国家药房（National Pharmacies）获得了该活动的冠名赞助权。 游行路线也进行了调整，不再以北露台（North Terrace）大卫·琼斯（以前的约翰·马丁）大楼为终点，而是沿调整后的路线在阿德莱德市政厅（Adelaide Town Hall）结束。
由于新冠疫情，2020年的游行首次进行了重大调整。不再是传统的街头游行，而更像是一个竞技场盛典。游行在阿德莱德椭圆体育场（Adelaide Oval）举行，允许观众人数为25,000人。活动从传统的上午时间段改为下午7点开始的黄昏表演。门票通过抽签系统发放。
2021年的活动由于持续的限制和德尔塔变种，再次在阿德莱德椭圆体育场举行，仍使用抽签系统。不过，允许的观众人数增加到35,000人，且必须佩戴口罩。
2022年的游行恢复了使用2019年路线的街头游行形式，终点在阿德莱德市政厅，约有10万人参加， 由于持续的疫情限制和雷暴天气。2023年的游行继续使用2019年路线，有30万人参加，日期提前至11月4日，以避免与阵亡将士纪念日冲突。
2024年的游行将在伦德尔购物中心（Rundle Mall）和国王威廉街（King William Street）的拐角处结束。

## 转播
目前，游行由九号电视网（Nine Network）地方分支NWS-9官方直播。多年来，SAS-7、ABS-2和ADS-10也曾转播过该活动。